# Apolinar de Hierápolis
San Apolinar de Hierápolis o Claudio Apolinar fue obispo de Hierápolis en Frigia en el siglo II, bajo el reinado de Marco Aurelio.
Escribió obras, que no se han conservado, contra los judíos, los paganos y los heréticos. Dirigió a Marco Aurelio el año 170 una elocuente Apología en favor de la fe.
Su fiesta se celebra el 8 de enero.

## Vida y obras
Eusebio de Cesarea mencionó los títulos de algunas de sus obras: cinco libros A los griegos, dos Sobre la verdad, dos A los judíos y otros libros Contra la herejía de los frigios, acerca de la herejía de Montano que empezaría a difundirse en esa época.
 Eusebio menciona también una apología escrita por Apolinar acerca de una salvación milagrosa de la Legio XII Fulminata en una de sus campañas.
Otro escrito de Apolinar, no mencionado por Eusebio, pero conocido por el autor del Chronicon paschale se titulaba Sobre la Pascua. Las dos citas que trae el autor del Chronicon dan a entender que Apolinar estaba en contra del uso cuartodecímano de la Pascua.
El obispo Serapión de Antioquía, en una carta a Cárico y a Poncio afirma que les envió los escritos de Apolinar, como prueba de unanimidad de la iglesia contra el montanismo. La actividad antiherética de Apolinar, según Teodorato, tuvo todavía un radio de acción más amplio que el que menciona Eusebio; además de su polémica contra Montano a Apolinar se le sitúa como defensor del uso romano y no cuatrodecímano, de la celebración de la Pascua; pero la cuestión es dudosa.
Focio también conocía a Apolinar, pues escribe que leyó sus libros Contra los paganos, Sobre la verdad así como otra obra Sobre la piedad. Se discute si esta última debe considerarse como obra autónoma, o si se sobrepone más bien de algún modo a las obras citadas por Eusebio.